# Gare de Saint-Aignan - Noyers
Gare de Saint-Aignan - Noyers vasútállomás Franciaországban, Noyers-sur-Cher településen.

## Vasútvonalak
Az állomást az alábbi vasútvonalak érintik:
- Vierzon–Saint-Pierre-des-Corps-vasútvonal

## Kapcsolódó állomások
A vasútállomáshoz az alábbi állomások vannak a legközelebb:
- Gare de Thésée (Gare de Saint-Pierre-des-Corps)
- Gare de Selles-sur-Cher (Gare de Vierzon-Ville)